# Kaland Bt.
A Kaland Bt. (eredeti cím: Adventure Inc.) egy 2002-es kanadai kaland filmsorozat. Magyarországon a TV2 mutatta be 2005. január 2-án.

## Történet
Judson Cross és csapata a Kaland Bt. arra specializálódott, hogy elveszett kincseket kutasson fel és rejtélyeket oldjon meg.

## Szereplők
| Szerep                  | Színész              | Magyar hang    |
| ----------------------- | -------------------- | -------------- |
| Judson Cross            | Michael Biehn        | Rosta Sándor   |
| Mackenzie Previn        | Karen Cliche         | Németh Kriszta |
| Gabriel Patterson       | Jesse Nilsson        | Boros Zoltán   |
| John Worth              | Christien Anholt     |                |
| Jerzy                   | Jerzy Rogulski       |                |
| Stefan George           | Steve Bacic          |                |
| Mike Reed               | Noel Clarke          |                |
| Logan Kincaid           | Vincent Corazza      |                |
| Dr. Leah Kelly          | Ellen Dubin          |                |
| Che Lao                 | Von Flores           |                |
| Lady Faye Sandringham   | Charlotte Lucas      |                |
| Ynez                    | Lisa Marcos          |                |
| Claire Morgan           | Deborah Odell        |                |
| Fiona Gray              | Eva Pope             |                |
| Halpern professzor      | John Ralston         |                |
| Sergi Borodin           | Carlo Rota           |                |
| Lord Richard Briarcliff | Christopher Villiers |                |
| Charlie Boyle           | Gary Webster         |                |

## Epizódlista
| Epizód | Magyar cím                            | Eredeti cím                        | Rendező         | Író                                     | Eredeti premier      | Prod. # |  |
| ------ | ------------------------------------- | ---------------------------------- | --------------- | --------------------------------------- | -------------------- | ------- |  |
| 1      | „A Nap menyasszonya”                  | „Bride of the Sun”                 | David Wu        | Ethlie Ann Vare                         | 2002. szeptember 30. | 101     |  |
| 1      |                                       |                                    |                 |                                         |                      |         |  |
| 2      | „Memento”                             | „Momento Mori”                     | Ole Sassone     | James Thorpe                            | 2002. október 7.     | 102     |  |
| 2      |                                       |                                    |                 |                                         |                      |         |  |
| 3      | „A hiányzó láncszem”                  | „Beyond the Missing Link”          | David Wu        | Karen Harris                            | 2002. október 14.    | 103     |  |
| 3      |                                       |                                    |                 |                                         |                      |         |  |
| 4      | „Üzenet a mélyből”                    | „Message from the Deep”            | John Bell       | Gillian Horvath                         | 2002. október 21.    | 104     |  |
| 4      |                                       |                                    |                 |                                         |                      |         |  |
| 5      | „Az elveszett falu”                   | „Village of the Lost”              | Oley Sassone    | Ethlie Ann Vare                         | 2002. október 28.    | 105     |  |
| 5      |                                       |                                    |                 |                                         |                      |         |  |
| 6      | „A végzet hajója”                     | „The Fate of the Liverpool Flyer”  | Bill Corcoran   | Karen Harris                            | 2002. november 4.    | 106     |  |
| 6      |                                       |                                    |                 |                                         |                      |         |  |
| 7      | „A Neptun átka”                       | „Curse of the Deep”                | Andrew Potter   | Doug Molitor                            | 2002. november 11.   | 107     |  |
| 7      |                                       |                                    |                 |                                         |                      |         |  |
| 8      | „Az őserdő titka”                     | „Magic of the Rain Forest”         | Jorge Montesi   | Donald Martin                           | 2002. november 18.   | 108     |  |
| 8      |                                       |                                    |                 |                                         |                      |         |  |
| 9      | „Végzetes hiba”                       | „Fatal Error”                      | Oley Sassone    | Tom Szollisi                            | 2002. november 25.   | 109     |  |
| 9      |                                       |                                    |                 |                                         |                      |         |  |
| 10     | „A pokol kapuja”                      | „The Plague Ship of Val Verde”     | Jorge Montesi   | David Young                             | 2003. január 20.     | 110     |  |
| 10     |                                       |                                    |                 |                                         |                      |         |  |
| 11     | „A homok titka”                       | „Secret of the Sand”               | Andrew Potter   | Gillian Horvath                         | 2003. január 27.     | 111     |  |
| 11     |                                       |                                    |                 |                                         |                      |         |  |
| 12     | „Szent Edmond angyala”                | „The Angel of St. Edmunds”         | Mark Roper      | Naomi Janzen                            | 2003. február 3.     | 112     |  |
| 12     |                                       |                                    |                 |                                         |                      |         |  |
| 13     | „Képek a múltból”                     | „Echoes of the Past”               | Tom Clegg       | Jana Veverka                            | 2003. február 10.    | 113     |  |
| 13     |                                       |                                    |                 |                                         |                      |         |  |
| 14     | „Egy kalóz öröksége”                  | „Legacy of a Pirate”               | Mark Roper      | Larry Mollin                            | 2003. február 17.    | 114     |  |
| 14     |                                       |                                    |                 |                                         |                      |         |  |
| 15     | „Artúr nyomában”                      | „The Search for Arthur”            | Tom Clegg       | Ethlie Ann Vare                         | 2003. február 24.    | 115     |  |
| 15     |                                       |                                    |                 |                                         |                      |         |  |
| 16     | „A jövő szele”                        | „Wave of the Future”               | Chris Bould     | Gene F. O'Neill                         | 2003. március 3.     | 116     |  |
| 16     |                                       |                                    |                 |                                         |                      |         |  |
| 17     | „A maszk hatalma”                     | „Spirit of the Mask”               | Paolo Barzman   | Tom Szollosi                            | 2003. április 7.     | 117     |  |
| 17     |                                       |                                    |                 |                                         |                      |         |  |
| 18     | „A férfi, aki nem akart király lenni” | „The Man Who Wouldn't Be King”     | Laurent Bregeat | James Thorpe                            | 2003. április 14.    | 118     |  |
| 18     |                                       |                                    |                 |                                         |                      |         |  |
| 19     | „San Giovanni utolsó lovagja”         | „The Last Crusade of San Giovanni” | Paolo Barzman   | John Simmons                            | 2003. április 21.    | 119     |  |
| 19     |                                       |                                    |                 |                                         |                      |         |  |
| 20     | „Az Orákulum kincse”                  | „The Price of the Oracle”          | Dennis Berry    | Andre Jacquematton & Maria Jacquematton | 2003. április 28.    | 120     |  |
| 20     |                                       |                                    |                 |                                         |                      |         |  |
| 21     | „Kritikus pont”                       | „Point of No Return”               | Paolo Barzman   | Gillian Horvath                         | 2003. május 5.       | 121     |  |
| 21     |                                       |                                    |                 |                                         |                      |         |  |
| 22     | „Csapdában”                           | „Trapped”                          | Dennis Berry    | James Thorpe                            | 2003. május 12.      | 122     |  |
| 22     |                                       |                                    |                 |                                         |                      |         |  |